# سایکلوگیرو

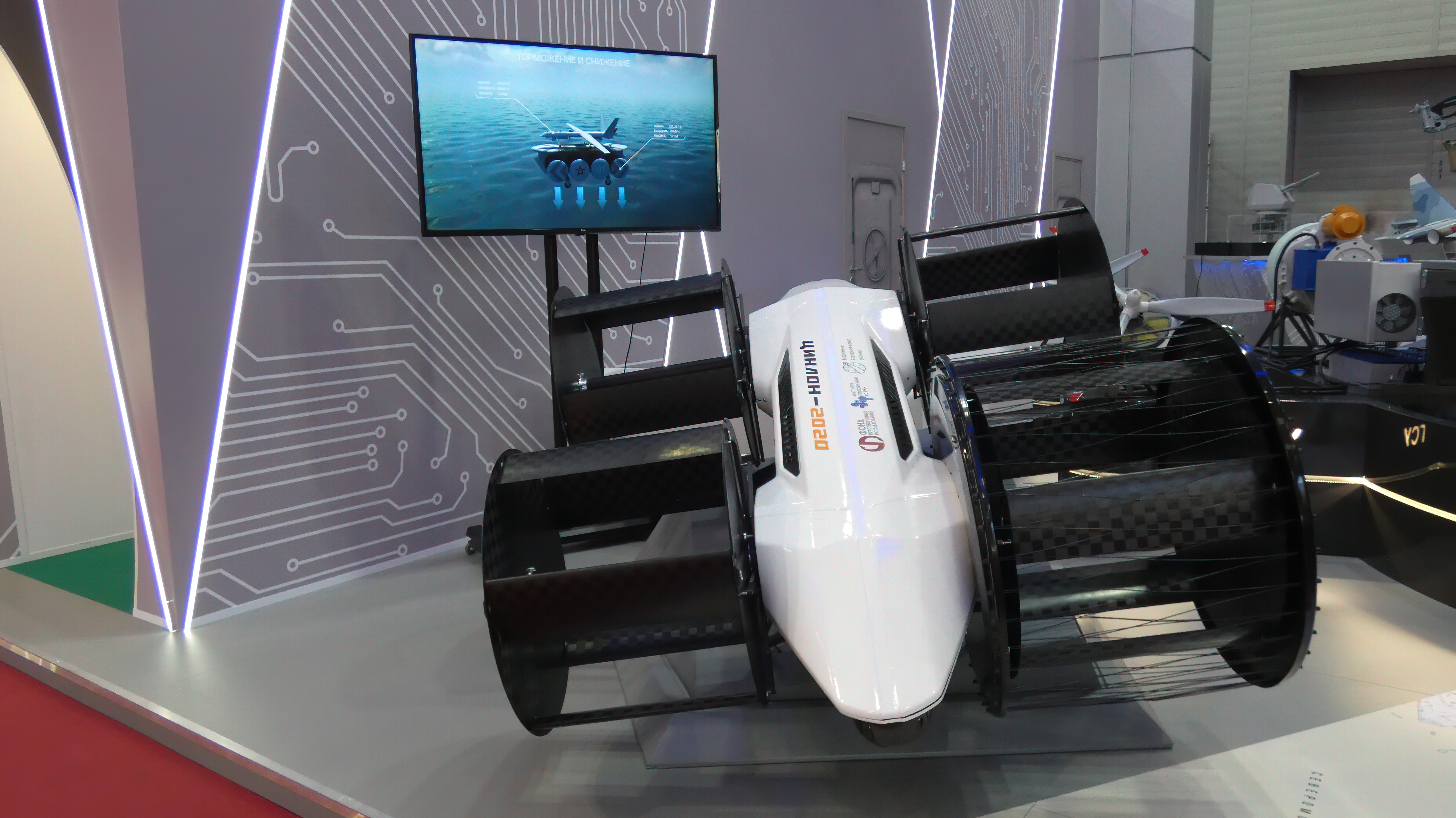
"طوفان-2020" در نمایشگاه "ارتش-2021" در روسیه

طراحی مفهومی یک سایکلوگیرو.

سایکلوگیرو (به انگلیسی: cyclogyro)، سایکلوجایرو، سایکلوکوپتر یا هواگرد پدالی (به انگلیسی: cyclocopter)، یک طرح هواگرد است که از سایکلوروتور یا پره هایی با بالک های پدالی شکل به عنوان منبع اصلی پرواز استفاده می‌کند. این هواگردها از دسته هواگردهای عمودپرواز، و دارای عملکردی شبیه بالگرد بوده؛ اما از لحاظ سرعت پیش‌ران، صدا و لرزش بالا، ارتفاع پرواز و غیره با معایب و محدودیت‌هایی مواجه است. آرزوی بزرگ طراحان سایکلوکوپتر، که همچنان از تلاش‌های اولیهٔ پرواز دست نیافتنی باقی مانده، تولید موتورهایی با کارایی، توان پرواز و استقامت بالاتر است. گرچه سایکلوگیروها از دههٔ ۱۹۳۰ ساخته شده‌اند، اما تا سال ۲۰۱۱ هیچگونه پرواز با موفقیت کاملی از آن‌ها گزارش نشده است. البته سایکلوگیروها را نباید با هواپیمای فلتنر اشتباه گرفته شود؛ هواگردهایی ناموفق و با طراحی آیرودینامیکی متفاوت که از پره‌های استوانه‌ای شکل به منظور غلبه بر اثر مگنوس استفاده می‌کند.